# Varbergsskolan
Varbergsskolan  (pol. Szkoła z Varberg) – ugrupowanie artystyczne, założone w 1893 roku w Varberg przez trzech malarzy szwedzkich: Richarda Bergha, Nilsa Kreugera i Karla Nordströma. Grupa działała do 1896 roku. Jej członkowie w tym okresie stworzyli nowy styl, dzięki któremu przyczynili się do odnowy ówczesnego malarstwa szwedzkiego. Uprawiali głównie monumentalne malarstwo pejzażowe z naturą, jako głównym motywem. Inspiracją dla twórczości członków ugrupowania było malarstwo Paula Gauguina i Vincenta van Gogha.

## Historia
Przypadek zrządził, że wszyscy trzej malarze tworzący Varbergsskolan w połowie lat 70. XIX wieku uczęszczali do tej samej szkoły przygotowawczej do studiów na Akademii Sztuk Pięknych w Sztokholmie, a po 1876 roku kontynuowali edukację artystyczną u artysty Edvarda Perséusa. Mieli wspólne wykształcenie, ale różne osobowości. Jednak podczas kilkuletniego pobytu w Varberg poddali się z czasem wspólnemu dążeniu torując stopniowo drogę malarstwu monumentalnemu.

### Karl Nordström

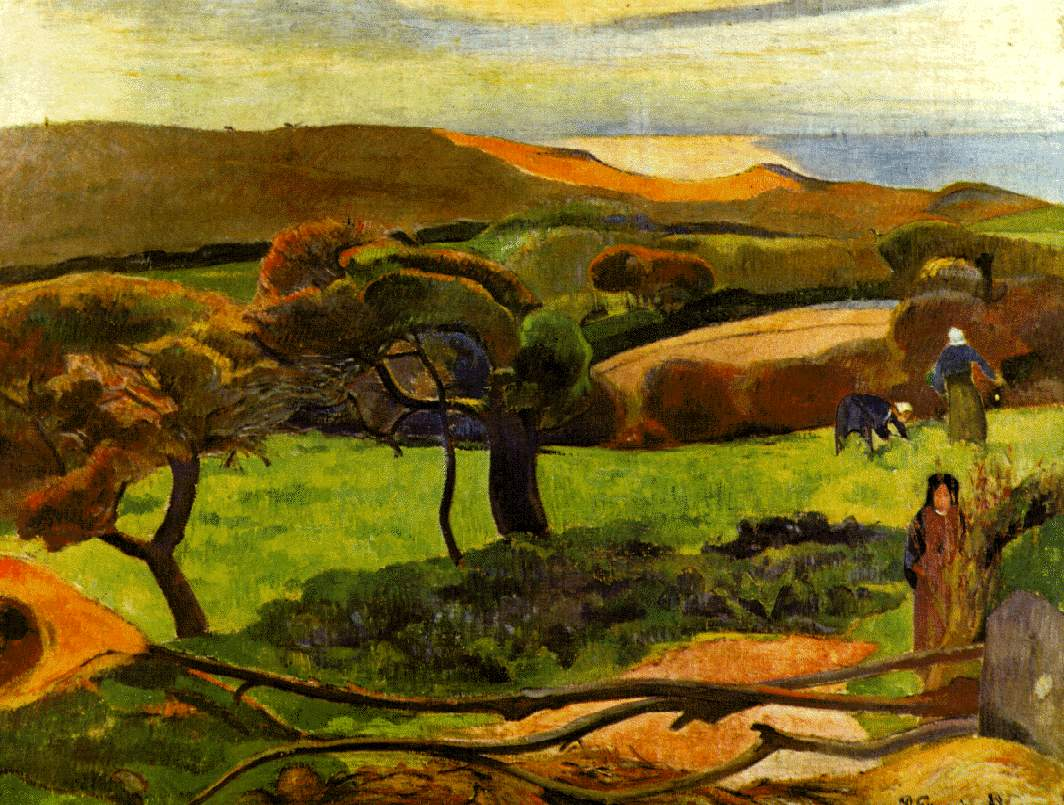
Paul Gauguin, Pejzaż z Bretanii, 1889, Nationalmuseum – obraz, który wywarł wpływ na twórczość artystów z Varbergsskolan

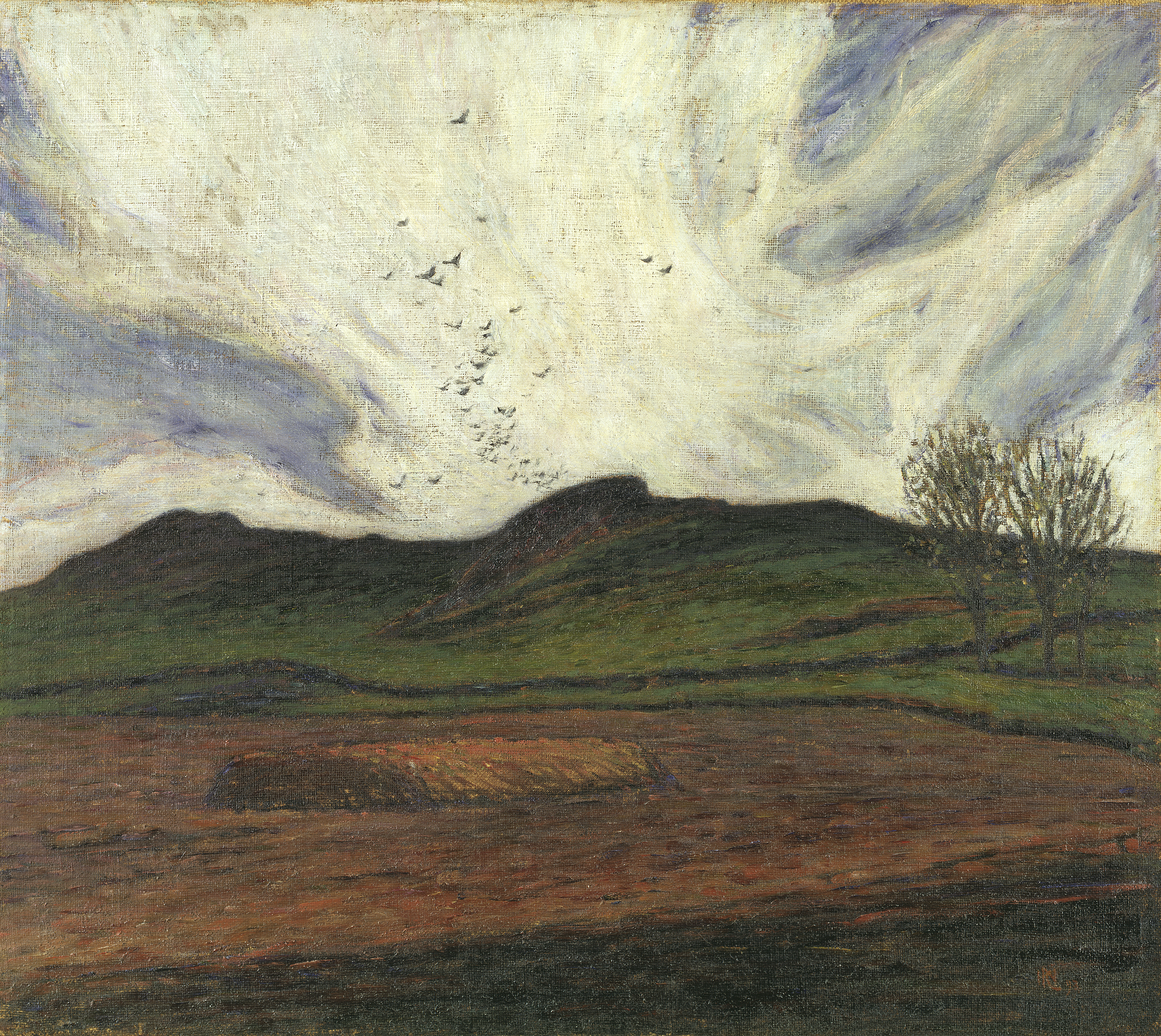
Karl Nordström, Burzowe chmury, 1893, Nationalmuseum

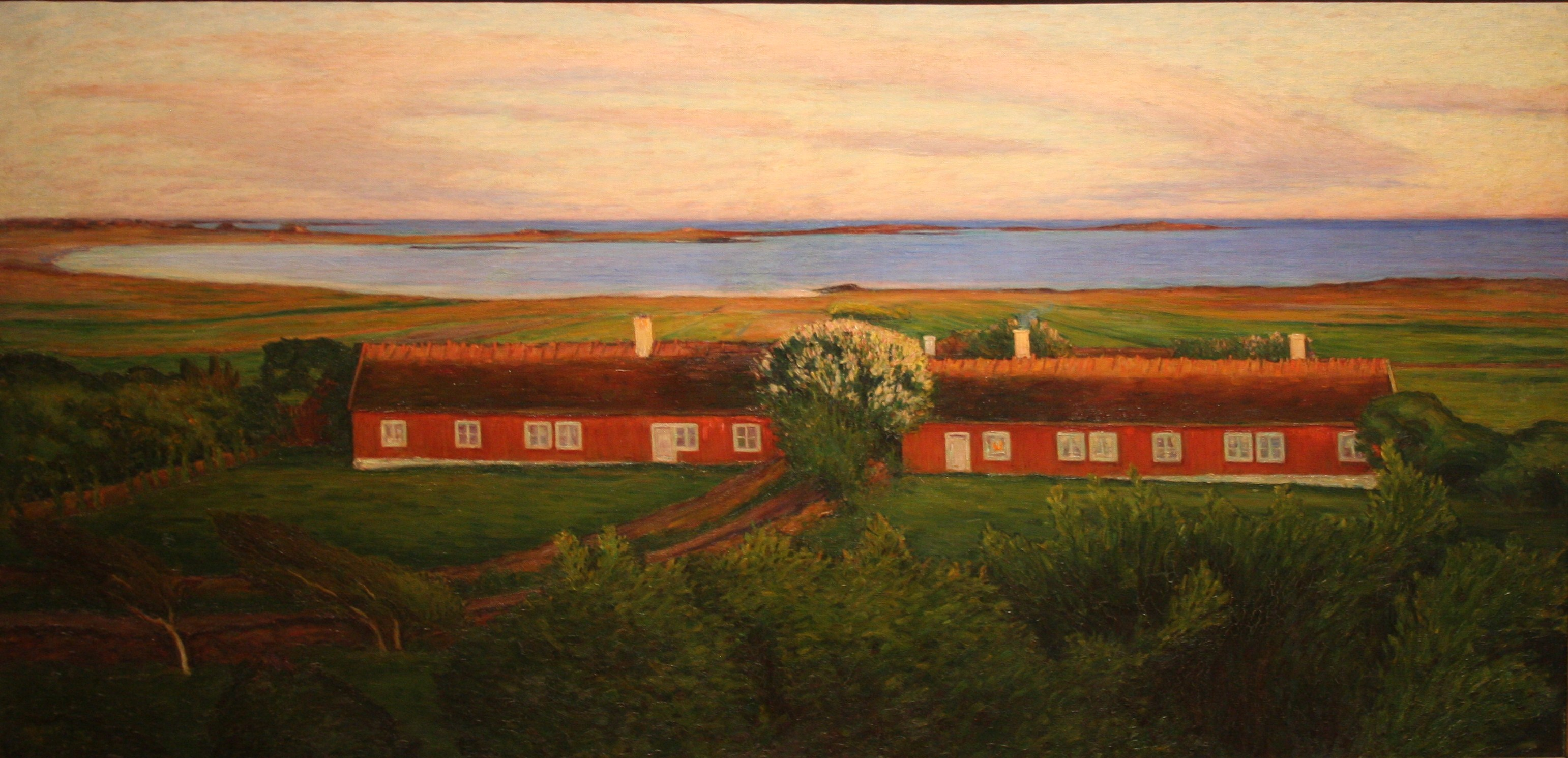
Karl Nordström, Sąsiednie zagrody, 1894, Nationalmuseum

Karl Nordström lata 80. XIX wieku spędził podróżując między Francją a Szwecją. W 1880 roku przebywał w Paryżu, a latem 1882 roku wyjechał do Grez-sur-Loing, gdzie odkrył impresjonizm. Poczuł wówczas, że budzi siw w nim chęć malowania. Był pod wrażeniem barwy i gry świateł, obecnej w obrazach Maneta, Pissarro czy Sisleya. Pod koniec dekady powrócił do Szwecji osiedlając się jesienią 1888 roku na Djurgården w Sztokholmie. Z upływem lat jego paleta zmieniła się i według relacji jego przyjaciela, Richarda Bergha, stała się „bardziej skandynawska”; pojawiły się w niej klarowny błękit i nasycona zieleń.
Decydujące znaczenie miała wspólna podróż Bergha i Nordströma w 1889 roku na Gotlandię, gdzie obaj zetknęli się z młodym, 20-letnim wówczas malarzem Ivanem Aguélim. Jego obrazy, utrzymana w ciemnych tonacjach Równina oraz Nadmorska plaża, wywarły na nich wielkie wrażenie. Płótna te charakteryzowały eis dekoracyjnym uproszczeniem, bogatą grą walorów i sugestywnym nastrojem – cechami, które stały się charakterystyczne dla malarstwa szwedzkiego ostatniej dekady XIX wieku. Adoptował je również Karl Nordström. Dzięki Aguélemu artyści szwedzcy mieli okazję zapoznać się z syntetyzmem i symbolizmem, których wpływy silnie zaznaczyły się również w twórczości malarzy Szkoły z Varberg. W czerwcu 1890 roku Aguéli pokazał im zdjęcia obrazów Cezanne'a i van Gogha, a w 1891 Gauguina (1891). Jesienią 1892 roku, po udanej wystawie swych prac na Förbundets utställning w Kopenhadze Karl Nordström poczuł potrzebę odnowy swej sztuki. Razem z Berghiem obejrzał prezentowane na wystawie obrazy Gauguina, z których jeden, Pejzaż z Bretanii (1889) Bergh zakupił. Na wiosennej wystawie w Kopenhadze w 1893 roku szwedzcy malarze ponownie zetknęli się z dekoracyjnym syntetyzmem obrazów Gauguina, a także z ekspresyjnymi obrazami van Gogha, które wywarły wielkie wrażenie na Nordströmie. Jego obrazy z tego okresu, to utrzymane w ciemnej tonacji widoki natury, opustoszałe krajobrazy i nagie skały w rzeźbiarskich formach, ukazane na tle nieba, Przykładem są tu obrazy Wielkanocny ogień i Burzowe chmury, oba z 1893 roku, przedstawiające pejzaż oddany grubymi, zamaszystymi liniami, utrzymany w czerwonobrązowej, brązowofioletowej i matowozielonej tonacji. W Wielkanocnym ogniu uwidoczniły się ponadto intensywność i eruptywny sposób przedstawienia terenu, charakterystyczne dla obrazów van Gogha. Większe wpływy Gauguina uwidoczniły się z kolei w obrazie Sąsiednie zagrody (1894), cechującym się żywą kolorystyką, powściągliwą kompozycją i podkreśleniem linii horyzontu.

### Nils Kreuger

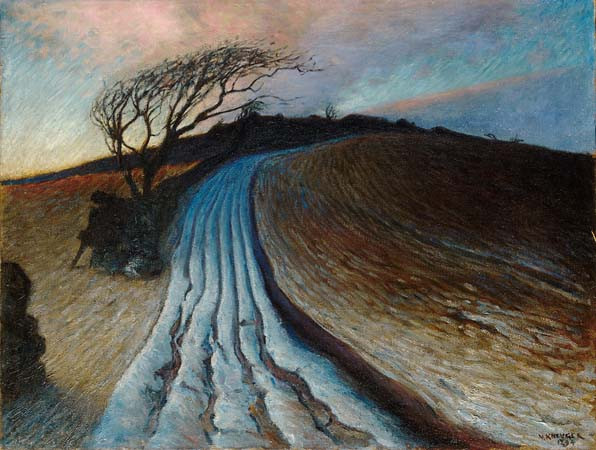
Nils Kreuger, Październikowy wieczór w Apelvik, 1894, Peter Nahum At The Leicester Galleries

Podobną co Nordström drogę artystyczną przeszedł Nils Kreuger. W 1881 roku przyjechał on do Francji, osiadając w Paryżu i zakładając studio na Montmartre. Latem 1882 roku wyjechał do Grez-sur-Loing, które w kolejnych latach odwiedzał w towarzystwie Richarda Bergha. Jego obrazy wykazują wpływy impresjonizmu. Już w 1887 roku Kreuger przyjechał do Varberg, w którym dwa lata później zamieszkał na stałe. Jego obrazy z końca lat 80. I początku 90. odznaczają się wyrazistą atmosferą i utrzymane są często w błękitnoszarej i brązowofiołkowej tonacji. Występujące w nich motywy, jak blask księżyca i ulice w świetle latarni interpretowano jako wyraz samotności i nostalgii. 
Jesienią 1891 roku w Sztokholmie Kreuger spotkał Nordströma i Bergha. Ich kolejne spotkanie miało miejsce jesienią 1892 roku w Kopenhadze. Wiosną 1893 roku w Kopenhadze zorganizowano wystawę poświęconą van Goghowi. Choć nie ma pewności, czy Kreuger ją zwiedził, to van Gogh okazał się być tym artystą, który w nadchodzących latach wywarł na niego największy wpływ, większy niż na dwóch pozostałych jego kolegów. Typowym dla twórczości Kreugera z I połowy lat 90. obrazem jest Październikowy wieczór w Apelvik (1894), odznaczający się równie mocną rytmiką, co kolorystyką. Obraz przedstawia oddany w dominujących, brązowofioletowych tonacjach teren i wieczorne niebo w barwach różowych, turkusowych, żółtych i fioletowych. Smagane wichrem drzewo naśladuje rytmikę obrazu wyginając się w lewo. Błękitnofioletowe bruzdy z prawej strony, wsysane do góry, układają się w formie łuku znajdując swe przedłużenie na nieboskłonie w formie pomarańczowego, świetlistego strumienia.

### Richard Bergh

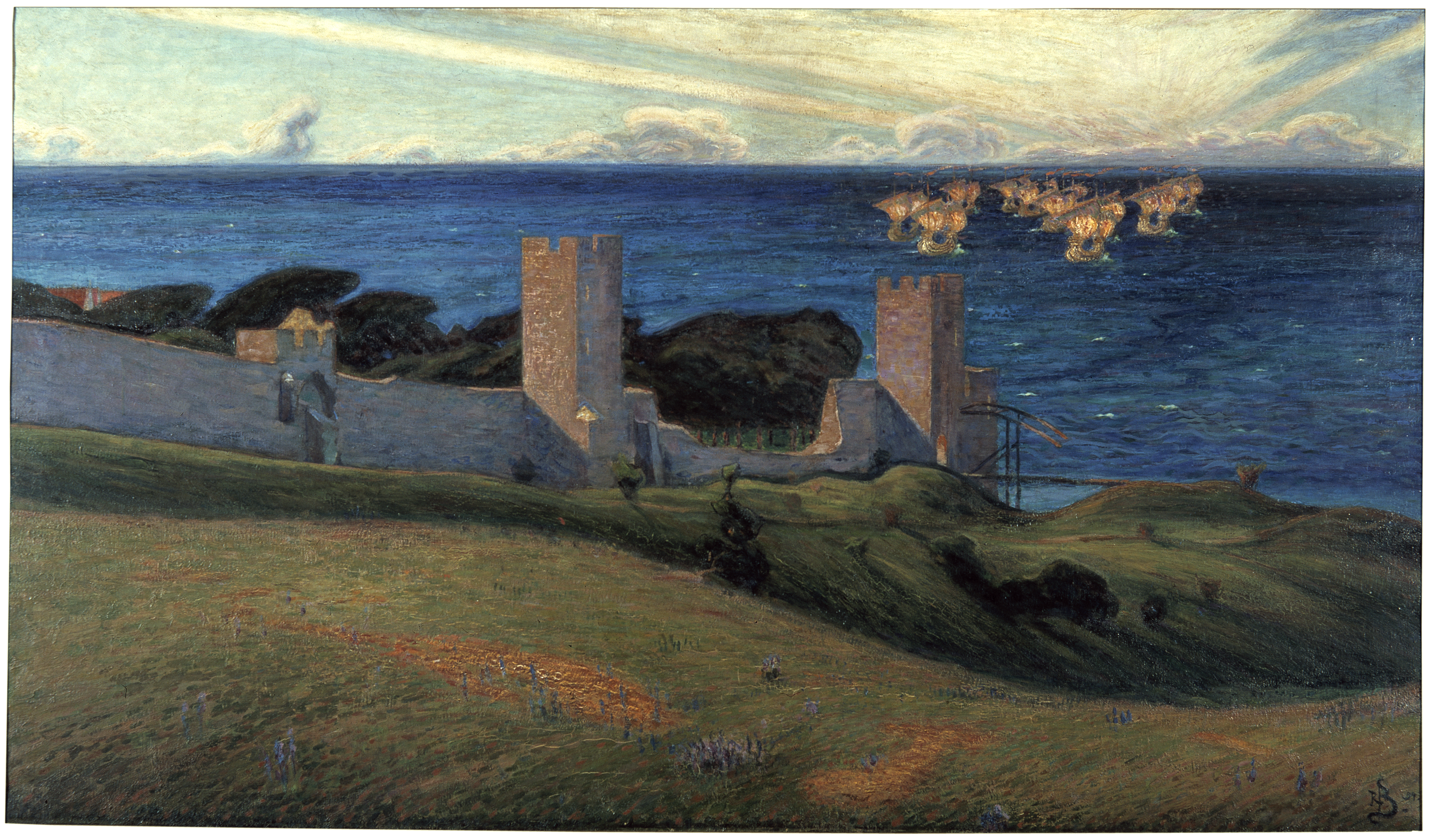
Richard Bergh, Wizja, motyw z Visby, 1892–1894, Nationalmuseum

Richard Bergh z kolei podczas pobytu we Francji zainteresował się literaturą spod znaku symbolizmu. W przedstawianiu otaczającej go rzeczywistości dążył do podkreślania tego, co niematerialne. Ten literacki symbolizm charakteryzował w przeważającej części jego twórczość w okresie istnienia Szkoły z Varberg. Interesował się on w mniejszym stopniu, niż jego koledzy, malowaniem pejzaży, woląc zamiast tego malować naturalistycznie oddane postacie. Znaczącym obrazem z okresu jego działalności w Varberg, obrazem, który wtedy wzbudził największe zainteresowanie było płótno Wizja, motyw z Visby (1892–1894), przedstawiające w zaskakujący sposób pozłacane okręty wikingów, odznaczające się dekoracyjnością i mocną kolorystyką.

## Znaczenie
Szkoła z Varberg okazała się najbardziej wpływową siłą w rozwoju narodowo-romantycznego i syntetycznego stylu w malarstwie szwedzkim ostatniej dekady XIX wieku. Obrazy artystów Szkoły należą obecnie do najbardziej znaczących dla swego okresu i wystawiane są w wielu szwedzkich muzeach.